# Melanotaenia
Melanotaenia is een geslacht van straalvinnige vissen uit de familie van regenboogvissen (Melanotaeniidae).

## Soorten
- Melanotaenia affinis Weber, 1907
- Melanotaenia ajamaruensis Allen & Cross, 1980
- Melanotaenia angfa Allen, 1990
- Melanotaenia arfakensis Allen, 1990
- Melanotaenia australis Castelnau, 1875
- Melanotaenia batanta Allen & Renyaan, 1998
- Melanotaenia boesemani Allen & Cross, 1980 – Ayamaru-regenboogvis
- Melanotaenia caerulea Allen, 1996
- Melanotaenia catherinae de Beaufort, 1910
- Melanotaenia corona Allen, 1982
- Melanotaenia duboulayi Castelnau, 1878
- Melanotaenia eachamensis Allen & Cross, 1982
- Melanotaenia exquisita Allen, 1978
- Melanotaenia fluviatilis Castelnau, 1878
- Melanotaenia fredericki Fowler, 1939
- Melanotaenia goldiei Macleay, 1883
- Melanotaenia gracilis Allen, 1978
- Melanotaenia herbertaxelrodi Allen, 1981
- Melanotaenia irianjaya Allen, 1985
- Melanotaenia iris Allen, 1987
- Melanotaenia japenensis Allen & Cross, 1980
- Melanotaenia kamaka Allen & Renyaan, 1996
- Melanotaenia lacustris Munro, 1964
- Melanotaenia lakamora Allen & Renyaan, 1996
- Melanotaenia maccullochi Ogilby, 1915
- Melanotaenia maylandi Allen, 1983
- Melanotaenia misoolensis Allen, 1982
- Melanotaenia monticola Allen, 1980
- Melanotaenia mubiensis Allen, 1996
- Melanotaenia nigrans Richardson, 1843
- Melanotaenia ogilbyi Weber, 1910
- Melanotaenia oktediensis Allen & Cross, 1980
- Melanotaenia papuae Allen, 1981
- Melanotaenia parkinsoni Allen, 1980
- Melanotaenia parva Allen, 1990
- Melanotaenia pierucciae Allen & Renyaan, 1996
- Melanotaenia pimaensis Allen, 1981
- Melanotaenia praecox Weber & de Beaufort, 1922 – Diamantregenboogvis
- Melanotaenia pygmaea Allen, 1978
- Melanotaenia rubripinnis Allen & Renyaan, 1998
- Melanotaenia sexlineata Munro, 1964
- Melanotaenia splendida Peters, 1866
- Melanotaenia splendida inornata Castelnau, 1875
- Melanotaenia splendida rubrostriata Ogilby, 1886
- Melanotaenia splendida splendida Peters, 1866
- Melanotaenia splendida tatei Zietz, 1896
- Melanotaenia sylvatica Allen, 1997
- Melanotaenia trifasciata Rendahl, 1922
- Melanotaenia utcheensis McGuigan, 2001
- Melanotaenia vanheurni Weber & de Beaufort, 1922